# Ptiloprora meekiana
Ptiloprora meekiana е вид птица от семейство Meliphagidae.

## Разпространение
Видът е разпространен в Индонезия и Папуа Нова Гвинея.